# Добхі – Барауні
Добхі – Барауні – газопровід на північному сході Індії, одне з відгалужень системи Фулпур – Халдія.
Головна ділянка трубопроводу має довжину 162 км та виконана в діаметрі 600 мм. Вона передусім живить завод азотних добрив у Барауні (став до ладу в 2022-му) та нафтопереробний завод у Барауні (до нього потрібно було прокласти перемичку завдовжки 8 км з діаметром 300 мм), а також має забезпечувати ресурсом газопровід Барауні – Гувахаті, що прямує до штатів на крайньому північному сході країни (введення останнього в дію очікувалось у 2023 році).
Крім того, від головної ділянки проклали відгалуження довжиною 65 км та діаметром 300 мм для живлення газорозподільчої мережі столиці штату Біхар міста Патна.